# Zemene mesafynt
Zemene mesafynt (gyyz: ዘመነ መሳፍንት, zamana masafint, współczesny zapis zemene mesāfint, różnie tłumaczone jako „Epoka sędziów”, „Epoka książąt”, lub „Wiek książąt”, nazwa została zaczerpnięta ze starotestamentowej Księgi Sędziów) – okres w historii Etiopii, w którym Cesarstwo zostało podzielone na kilka regionów, nie posiadających skutecznej władzy centralnej. W tym okresie tytuł cesarza stracił dotychczasową wartość. Ich władza ograniczała się tylko do stolicy – Gondaru. Zemene mesafynt trwało mniej więcej od drugiej połowy XVIII, do pierwszej połowy XIX wieku.

## Periodyzacja
Dokładna data rozpoczęcia okresu jest kwestią dyskusyjną wśród historyków. Tradycyjnie za początek zemene mesafynt uznawany jest dzień 7 maja 1769, kiedy faktycznie rządzący arystokrata, ras Mikael Syul zamordował marionetkowego cesarza Joasa I. Niekiedy za początek okresu uchodzi dzień 13 października 1706, w którym zabito ostatniego potężnego cesarza, Jozuego I Wielkiego. Śmierć Jozuego zapoczątkowała stopniowy upadek państwa i utratę autorytetu dynastii Salomońskiej. Jeszcze inną datą uznawaną za początek zemene mesafynt jest wstąpienie na tron Joasa I, 26 czerwca 1755. Według polskiego historyka Andrzeja Bartnickiego, faktycznym rozpoczęciem epoki była abdykacja Tekle Gijorgisa, 8 lutego 1784 roku. Według Bartnickiego to właśnie Gijorgis jako ostatni sprawował faktyczne rządy nad całą Etiopią. Bartnicki podkreślił również fakt, że po abdykacji Tekle Gijorgisa w Etiopii rządziło aż trzech cesarzy (oficjalnie jeden cesarz Jozue III i dwóch uzurpatorów) równocześnie. Z drugiej strony podobne sytuacje, gdy jednocześnie rządził więcej niż jeden cesarz zdarzały się wcześniej, na przykład za czasów Bekaffy, kiedy cesarzem samozwańczo ogłoszono Atse Hyzkyjasa (pol. „Cesarza Ezechiasza”) podczas jednego z rokoszów w latach 20. XVIII wieku. Za koniec zemene mesafynt powszechnie uważa się dzień 11 lutego 1855. Wtedy miała miejsce koronacja Tewodrosa II na cesarza. Tewodros w drodze po koronę, pokonał większość swoich przeciwników.

## Charakterystyka „Epoki książąt”
- Etiopia de facto przestała istnieć jako jednolite państwo z silną władzą centralną. Cesarze byli najczęściej „marionetkami” w rękach ambitnych arystokratów, dlatego posiadali najczęściej nominalną władzę. Najpotężniejszymi przywódcami (najczęściej nosili tytuł rasa) byli kolejno następujący wodzowie[3]:
  - Ras Mikael Syul zmarły 1779
  - Ras Ali Wielki zmarły 18 czerwca 1788
  - Ras Aligaz zmarły w 1803
  - Ras Hajlu Josadik
  - Dedżazmacz Uebe Hailemarjam
  - Ras Uelde Syllasje zmarły 28 maja 1816
  - Ras Gugsa z Jedżu zmarły 23 maja 1825
  - Ras Jymam z Jedżu zmarły w 1828
  - Ras Marjo z Jedżu zmarły 14 lutego 1831
  - Ras Dori z Jedżu zmarły w 1831
  - Ras Ali Mały zmarły około 1866
  - Negus z prowincji Szeua, Sahle Syllasje zmarły 22 października 1847

Najbardziej dominowali rasowie, pochodzący z dynastii Sjeru Guangul (nazwa pochodzi od możnowładcy Abby Sjeru Guangula) z prowincji Jedżu (Yejju). Żaden z powyższych przywódców nie był na tyle potężny, aby dokonać zjednoczenia kraju. Dokonał tego dopiero Kassa Hailu, znany po koronacji jako Tewodros II.
- Rasowie walczyli ze sobą o poszerzenie swojego terytorium, oraz o to, aby stać się strażnikami cesarzy z Gonderu.
- Monarchia kontynuowana była tylko nominalnie z powodu jej sakralnego charakteru.

## Cesarze okresu rozbicia dzielnicowego
- Jan II (7 maja – 18 października 1769)
- Tekle Hajmanot II (18 października 1769 – czerwiec 1770)
- Susnyjos II (czerwiec – grudzień 1770)
- Tekle Hajmanot II (1770 – 13 kwietnia 1777)
- Salomon II (13 kwietnia 1777 – 20 lipca 1779)
- Tekle Gijorgis I (20 lipca 1779 – 8 lutego 1784)
- Jozue III (16 lutego 1784 – 24 kwietnia 1788)
- Tekle Gijorgis I (24 kwietnia 1788 – 26 lipca 1789)
- Ezechiasz (26 lipca 1789 – styczeń 1794)
- Tekle Gijorgis I (styczeń 1794 – 15 kwietnia 1795)
- Beyde Marjam II (15 kwietnia – grudzień 1795)
- Tekle Gijorgis I (grudzień 1795 – 20 maja 1796)
- Salomon III (20 maja 1796 – 15 lipca 1797)
- Jonasz (18 sierpnia 1797 – 4 stycznia 1798)
- Tekle Gijorgis I (4 stycznia 1798 – 20 maja 1799)
- Salomon III (20 maja – 15 lipca 1799)
- Dymitriusz (25 lipca 1799 – 24 marca 1800)
- Tekle Gijorgis I (24 marca – czerwiec 1800)
- Dymitriusz (czerwiec 1800 – czerwiec 1800)
- Yguale Tsyjon (czerwiec 1801 – 3 czerwca 1818)
- Joas II (19 czerwca 1818 – 3 czerwca 1821)
- Gigar (3 czerwca 1821 – kwiecień 1826)
- Beyde Marjam III (kwiecień 1826)
- Gigar (kwiecień 1826 – 18 czerwca 1830)
- Jozue IV (18 czerwca 1830 – 18 marca 1832)
- Gebre Krystos (18 marca 1832 -?)
- Sahle Dyngyl (1832)
- Gebre Krystos (do 8 czerwca 1832)
- Sahle Dyngyl (październik 1832 – 29 sierpnia 1840)
- Jan III (30 sierpnia 1840 – październik 1841)
- Sahle Dyngyl (październik 1841-1845)
- Jan III (1845)
- Sahle Dyngyl (1845-1850)
- Jan III (1850-1851)
- Sahle Dyngyl (1851 – 11 lutego 1855)